# Usmar Ismail
Usmar Ismail (20 de marzo de 1921 - 2 de enero de 1971) fue un director de cine, autor, periodista y revolucionario indonesio de ascendencia Minangkabau . Es considerado como el pionero indonesio nativo del cine de Indonesia.

## Biografía
Ismail nació en 1921 en Bukittinggi, Sumatra Occidental . Su padre, Datuk Tumenggung Ismail, enseñaba en la facultad de medicina de Padang . Su hermano Abu Hanifah también fue un conocido revolucionario y escritor. Ismail asistió a ASM-A Yogyakarta y luego obtuvo una licenciatura en cinematografía de la Universidad de California, Los Ángeles en 1952.
Ismail inicialmente sirvió en el ejército durante el dominio colonial holandés. Sirvió en el ejército de Indonesia en Yogyakarta. Durante este tiempo, fue cofundador de un periódico llamado Rakyat, que significa "gente" o "pueblo" en bahasa indonesio . Trabajó como director de la Asociación de Periodistas de Indonesia en 1946 y 1947. En 1948, fue arrestado mientras trabajaba en la agencia nacional de noticias Antara por cubrir las negociaciones entre Holanda e Indonesia.
Después de ser excarcelado, el interés de Ismail por el cine se desarrolló más seriamente. Participó activamente en varios grupos de cine y teatro, incluida la Unión de Dramaturgos de Yogyakarta, la Academia Nacional de Teatro de Indonesia y el Organismo Nacional de Conferencias de la Industria Cinematográfica (indonesio: Badan Musyawarah Perfilman Nasional ). Es conocido como uno de los fundadores de la Corporación Nacional de Cine de Indonesia, junto con Djamaluddin Malik y otros involucrados en la industria cinematográfica.
Ismail también participó activamente en la política. Se desempeñó como jefe de la Asociación Indonesia de Artistas Musulmanes (Indonesio: Lembaga Seniman Muslimin Indonesia, o Lesbumi). También estuvo involucrado con Nahdatul Ulama y sirvió en la Asamblea Consultiva del Pueblo de 1966 a 1969.
De acuerdo con su sueño de convertirse en director de cine, estableció "Perfini Studios", los primeros estudios de cine de Indonesia, a principios de los años cincuenta. Una de sus primeras películas, Darah dan Doa (español: La Sangre y La Oración), se considera la primera película verdaderamente indonesia.
Muchas de las películas de Ismail enfrentaron críticas del gobierno y censura como resultado de sus temas, que trataban de la historia del país joven. Su película Anak Perawan di Sarang Penyamun (español: La Virgen en el Nido del Ladrón), que salió in 1962, fue boicoteada por el Partido Comunista de Indonesia (indonesio: Partai Komunis Indonesia, o PKI ), ya que se consideró que la película adoptaba una posición demasiado favorable a Malasia. Permaneció en la lista negra del gobierno del Nuevo Orden después de las purgas comunistas de 1965-66 debido a los vínculos de uno de los actores principales con el PKI.
Quizás fue más conocido internacionalmente por su película Pedjuang (español: Guerreros) de 1961, que documentó la independencia de Indonesia de los holandeses y franceses. La película se inscribió en el 2º Festival Internacional de Cine de Moscú, convirtiéndola en la primera película dirigida por un  indonesio en aparecer en un festival internacional de cine.
Una sala de conciertos conocida como Usmar Ismail Hall, que ofrece representaciones musicales, ópera y teatrales, se estableció en su nombre en Yakarta .
Murió el 2 de enero de 1971 de un derrame cerebral en Yakarta. Está enterrado en TPU Karet Bivak en Yakarta.

## Tributo
El 20 de marzo de 2018, Google celebró su 97 cumpleaños con un Google Doodle .
Usmar Ismail se convirtió en una de las cuatro personas premiadas por el presidente Joko Widodo como Héroe Nacional de Indonesia en el Día de los Héroes de Indonesia de 2021.

## Filmografía
- Harta Karun (1949)
- Tjitra (1949)
- Darah dan Doa (1950)
- Enam Djam de Djogdja (1951)
- Dosa Tak Berampun (1951)
- Kafedo (1953)
- Krisis (1953)
- Lewat Djam Malam (1954)
- Lagi-Lagi Krisis (1955)
- Tamu Agung (1955)
- Tiga Dara (1956)
- Sengketa (1957)
- Delapan Pendjuru Angin (1957)
- Asrama Dara (1958)
- Pedjuang (1960)
- Laruik Sandjo (1960)

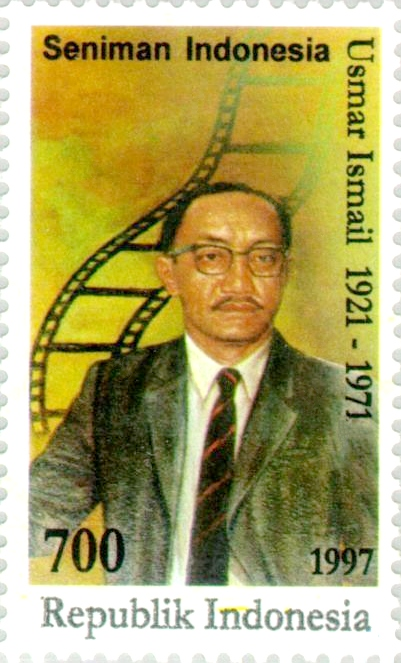
Usmar Ismail en un sello de 1997

- Toha, Pahlawan Bandung Selatan (1961)
- Korban Fitnah (1961)
- Amor y humor (1961)
- Anak Perawan de Sarang Penjamun (1962)
- Bajangan de Waktu Fadjar (1962)
- Masa Topan dan Badai (1963)
- Anak-Anak Revolusi (1964)
- Liburan Seniman (1965)
- Ya Mualim (1968)
- Gran pueblo (1969)
- bali (1970)
- Ananda (1970)